# Rio Borcuţul
O Rio Borcutul é um rio da Romênia afluente do RIo Neagra Şarului, localizado no distrito de Suceava.